# Pinsamheter
Pinsamheter (engelsk titel Mortified) är en australisk barn-TV-serie som hade debut 2006. Två säsonger om totalt 26 avsnitt har spelats in. Handlingen kretsar kring 11-åriga Taylor Fry (spelad av Marny Kennedy), en flicka med livlig fantasi som tycker att hennes familj är mycket pinsam.

## Rollista
- Marny Kennedy - Taylor Fry
- Nicolas Dunn - Hector Garcia
- Maia Mitchell - Brittany Flune
- Luke Erceg - Leon Lipowski
- Dajana Cahill - Layla Fry
- Andrew Blackman - Don Fry
- Rachel Blakely - Glenda Fry
- Sally McKenzie - Mystic Marj